# A (ton)

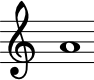
A

A är en stamton och den sjätte tonen i C-durskalan. På medeltiden var det den första tonen i skalan. Den har fortfarande en central roll i det att ettstrukna a är utgångspunkten för stämning med sina 440 Hz. Stämgafflar ger denna ton och symfoniorkestrar utgår från det a som oboen ger. Ofta är detta 442 Hz. Förr stämdes det efter 435 svängningar per sekund. Vissa orkestrar stämmer fortfarande efter denna frekvens (se vidare normalton).